# Аеродром Стокхолм
Међународни аеродром Стокхолм-Арланда (швед. Stockholm-Arlanda flygplats) је главни међународни аеродром шведске престонице Стокхолма, удаљен 37 километара северно од града. Стокхолм опслужују још два мања аеродрома Брома и Скавста. Поред Стокхолма, аеродром је релативно близу и Упсали, великом универзитетском граду - око 40 километара јужно.
Арланда је најпрометнија ваздушна лука Шведске - 2018. године кроз аеродром је прошло преко 26 милиона путника.
Аеродром је један од три главна аеродрома за „Скандинејвијан Ерлајнс” и авио-чвориште за „Норвиџан ер шатл”.